# Liste der Fördertürme im Saarbergbau
Diese Liste der Fördertürme im Saarbergbau enthält eine Auswahl der Fördertürme und Fördergerüste, die in der Geschichte des Saarbergbaus existiert haben oder noch existieren. Noch vorhandene Förderanlagen sind in der Spalte Jahr AD/NL (Außerdienststellung/Niederlegung) ohne Jahreszahl angegeben. Die Reihenfolge ist chronologisch nach der ersten Teufe.
Zu unterscheiden sind Fördergerüste (FG) und Fördertürme (FT): Allgemein verbreitet sind Fördergerüste mit ihren typisch von der Seite kommenden Stahlseilen einer extern angeordneten Maschinenwarte. Über eine Seilscheibe wird das Stahlseil senkrecht in den Schacht geleitet. Fördertürme haben die Fördermaschine genau oberhalb des Schachtes im Turm montiert; das Stahlseil wird nicht umgelenkt. Wegen der häufigeren Verwendung des Begriffs Förderturm werden Fördergerüste in dieser Liste subsumiert.

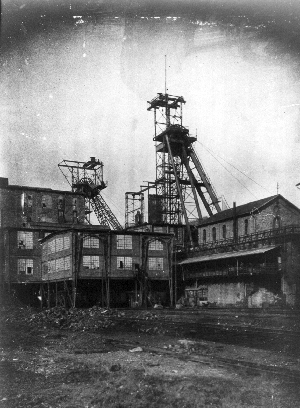
Grube Velsen 1917
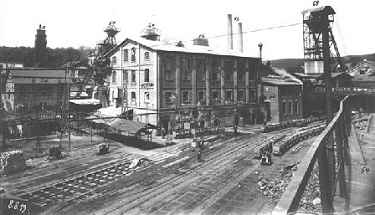
Grube Itzenplitz I–III um 1920
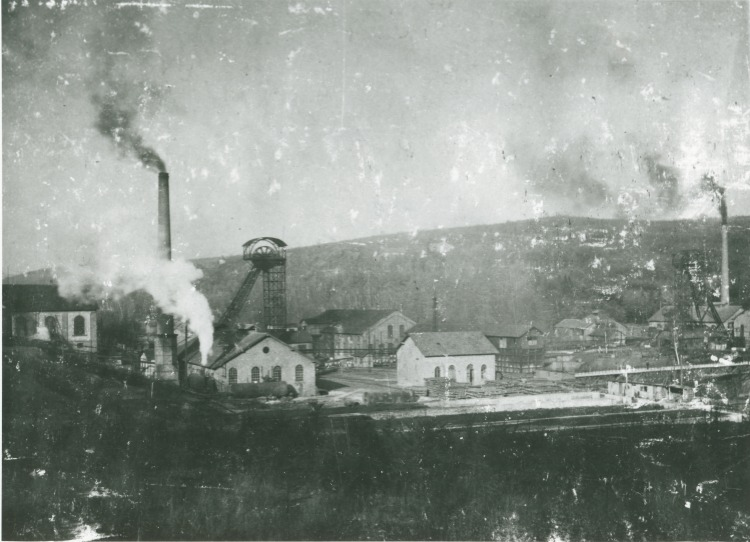
Grube Von der Heydt
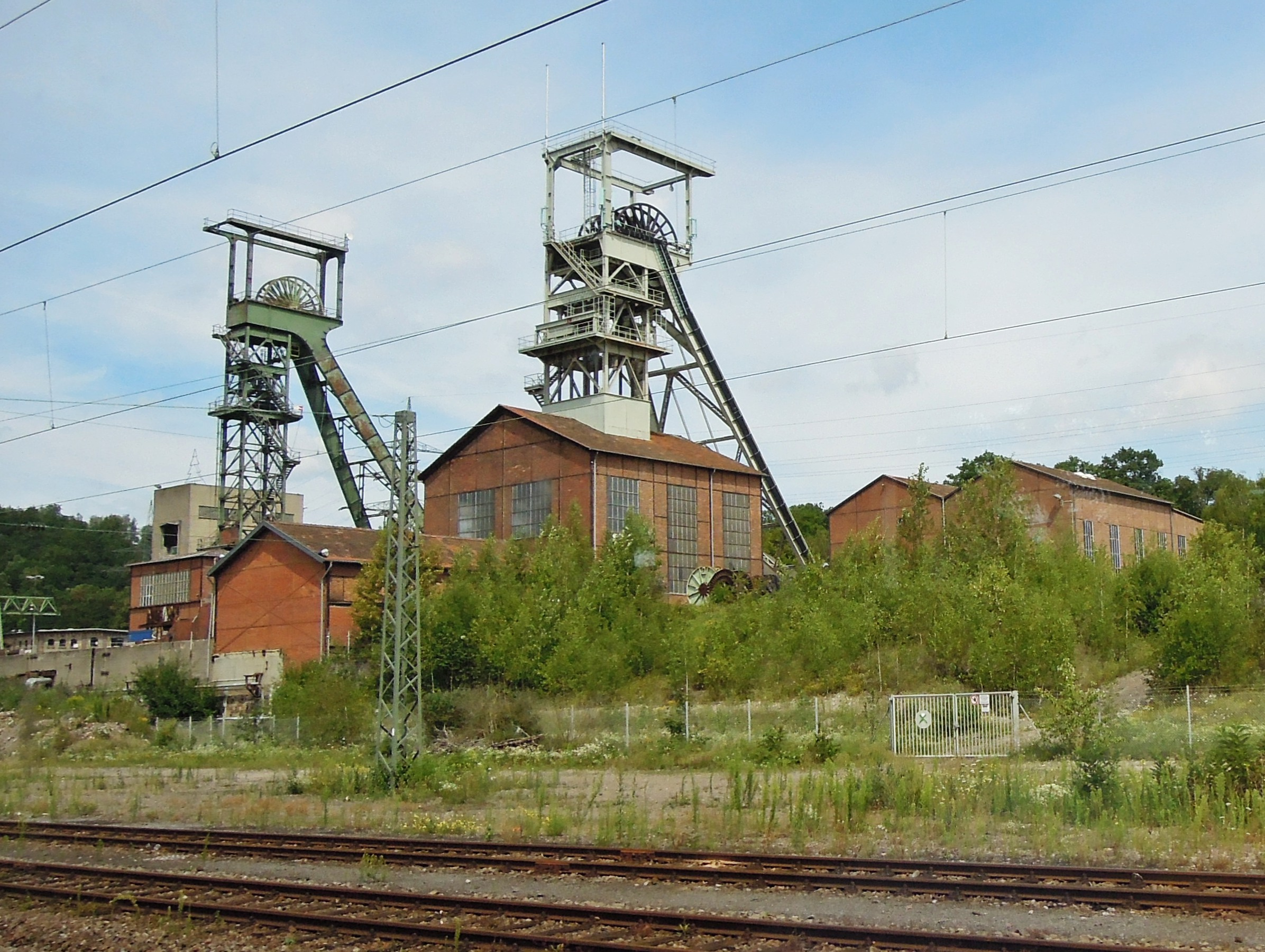
Grube Luisenthal

## Liste
| Art | Standort                                               | Koordinate                  | Grube                        | Erste Teufe           | Höhe P NN | Höhe Förderturm/ -gerüst | Schacht-Ø           | Seil- scheiben- Ø | Jahr AD/NL      | Würdigung | Bemerkung                                                                                        |
| --- | ------------------------------------------------------ | --------------------------- | ---------------------------- | --------------------- | --------- | ------------------------ | ------------------- | ----------------- | --------------- | --- | ------------------------------------------------------------------------------------------------ |
|     | Itzenplitz I                                           |                             | Itzenplitz                   | 1856                  |           |                          |                     |                   | abgeb.          | |                                                                                                  |
|     | Jägersfreude I und II                                  | 49° 15′ 48″ N, 6° 59′ 57″ O | Jägersfreude                 | 1856                  | 265       |                          |                     |                   | 1988            | |                                                                                                  |
|     | Sechseichen (Hubertusschacht zu Rischbachstollen geh.) | 49° 17′ 38″ N, 7° 6′ 12″ O  | Steinkohlengrube St. Ingbert | 17. Jhdt. (n. Krämer) |           |                          |                     |                   | abgeb.          | | Förder- und Wetterschacht mit -gerüst; Gegenort: Schnappach                                      |
|     | Grube Hirschbach                                       | 49° 17′ 32″ N, 7° 2′ 27″ O  | Hirschbach                   | 1866 und älter        |           |                          |                     |                   | abgeb.          | Brennender Berg eine der bekanntesten Bergbaustätten des Saarlandes                                                                  | Anfänge im 18. Jhdt. als Alaungrube                                                              |
|     | Itzenplitz II                                          |                             | Itzenplitz                   |                       |           |                          |                     |                   | abgeb.          | |                                                                                                  |
|     | Amelung I (Von der Heydt)                              | 49° 16′ 21″ N, 6° 57′ 5″ O  |                              | von der Heydt         | 1885      | 270                      |                     |                   |                 | 1965 und später |                                                                                                  |
| FG  | Itzenplitz III                                         | 49° 21′ 10″ N, 7° 5′ 34″ O  | Itzenplitz                   | 1886                  |           | 13,37 m                  | 5,2 m               | 5000 mm           |                 | älteste Fördergerüst im Saarl.-Lothr. Kohlerevier und nur 10 Jahre jünger als das Fördergerüst des Ottiliae-Schachts im Oberharz     |                                                                                                  |
|     | Maybach                                                | 49° 19′ 15″ N, 7° 4′ 7″ O   | Maybach                      | 1890                  | 310       |                          |                     |                   | 1967            | Schachtanlagen in hoher architektonischer Qualität (Jugendstil)                                                                      |                                                                                                  |
| FG  | Neuhaus I                                              |                             | Saarbrücken                  | 1893                  |           | k. A.                    | 4 m                 |                   | 1991            | |                                                                                                  |
|     | Amelung II (Von der Heydt)                             | 49° 16′ 21″ N, 6° 57′ 5″ O  | von der Heydt                | 1899                  | 270       |                          |                     |                   | 1965 und später | |                                                                                                  |
| FG  | Ney-Schacht                                            | 49° 18′ 38″ N, 6° 49′ 59″ O | Duhamel                      | 1899                  | 265       | 25,85 m                  | 4,65 m              | 3750 mm           |                 | |                                                                                                  |
| FG  | Reden-Gegenort                                         |                             | Reden                        | 1900                  |           | 24,2 m                   | 5,5 m               | 6000 mm           |                 | zweitälteste Anlage | Fördergerüst stammt von Schacht III der Grube Frankenholz                                        |
|     | Viktoria I                                             | 49° 16′ 46″ N, 6° 52′ 59″ O | Viktoria                     | 1902                  | 255       |                          |                     |                   | 1963            | |                                                                                                  |
|     | Delbrück I                                             | 49° 14′ 26″ N, 6° 53′ 34″ O | Luisenthal                   | 1899                  |           |                          |                     |                   | 1992            | | Wetterschacht der Grube Luisenthal; 1907 zu Ehren eines Besuchs Rudolf von Delbrücks umbenannt   |
| FG  | Delbrück II                                            | 49° 14′ 25″ N, 6° 53′ 30″ O | Luisenthal                   | 1907/08               | 200       | 34,46 m                  | 6 m                 | 6000 mm           |                 | zwei Rateau-Lüfter von 1904 im Maschinenhaus                                                                                         | Nachfolge von Klarenthalschacht I und II; ab 1989 Bewetterung des Bergwerks Luisenthal           |
| FG  | Maybach II - Albert                                    |                             | Maybach                      | 1909                  |           | 23,1 m                   | 5,19 m              |                   | 1991            | Firma B. Seibert |                                                                                                  |
| FT  | Camphausen IV                                          | 49° 18′ 0″ N, 7° 1′ 30″ O   | Camphausen                   | 1911/12               |           | 40,7 m                   | 6,4 m               | 6000 mm           | 1990            | Eisenbetonförderturm; europaweit herausragendes Einzelobjekt                                                                         |                                                                                                  |
| FG  | Calmelet - Klarenthalschacht                           |                             | Luisenthal                   | 1939                  |           | 19,1 m                   | 6 m                 |                   | 1992            | B. Seibert, Saarbrücken |                                                                                                  |
| FG  | Gustav II                                              | 49° 12′ 56″ N, 6° 49′ 55″ O | Velsen                       | 1915                  | 205       | 30,95 m                  | 6,5 m               | 6000 mm           |                 | Erste Turmförderanlage in Stahlbeton weltweit. Ältester FT in Deutschland. Prädestinierter Museumsstandort                           | Auf Doppelförderung ausgelegter Hammerkopf-Förderturm; kein Denkmalschutz                        |
|     | Pascalschacht                                          |                             | Jägersfreude                 | 1915                  |           |                          |                     |                   | 1974/75         | | Gegenort von Jägersfreude; bis 1922 Albertschacht genannt, 1968 stillgelegt, seit 1990 umgenutzt |
| FG  | Alsbachschacht                                         |                             | Luisenthal                   | 1916 (?)              | 275       | 21 m                     | 6,5 m               | 6000 mm           |                 | vorbildlich geltende Umnutzung einer kleinen Nebenanlage                                                                             | 2005 stillgelegt                                                                                 |
| FG  | Duhamel-Schacht                                        |                             | Duhamel                      | 1917                  |           | 34,83 m                  | 6,5 m               | 6000 mm           |                 | |                                                                                                  |
| FG  | Schacht Delbrück I                                     |                             | Luisenthal                   | 1924                  |           | k. A.                    | 5 m                 |                   | 1992            | |                                                                                                  |
| FG  | Göttelborn III                                         | 49° 20′ 36″ N, 7° 2′ 13″ O  | Göttelborn                   | 1925                  |           | 13,45 m                  | 6 m                 | 5500 mm           |                 | |                                                                                                  |
| FG  | Neuhaus II                                             |                             |                              | 1926                  |           | 12,373 m                 | 5 m                 |                   | 1987            | Systemtypische Bauweise der Saarbrücker Firma B. Seibert                                                                             |                                                                                                  |
| FG  | Reden IV                                               | 49° 21′ 0″ N, 7° 6′ 47″ O   | Reden                        | 1939                  | 295       | 28,5 m                   | 6,5 m               | 6560 mm           |                 | |                                                                                                  |
| FG  | Schacht Sinnerthal                                     |                             | König                        | 1937/38               |           | 13,8 m                   | 5,2 m               |                   | 1995            | zum Zeitpunkt des Abrisses das älteste in Vollwandstahlbauweise erhaltene Fördergerüst                                               |                                                                                                  |
| FG  | Schacht Anna II                                        |                             |                              | 1938                  |           | 42,55 m                  | 6 m                 |                   | abgeb.          | Ensemble mit Anna IV |                                                                                                  |
| FG  | Holz                                                   | 49° 20′ 4″ N, 7° 0′ 16″ O   | Göttelborn                   | 1939                  |           | 21,5 m                   | 5,6 m               | 3650 mm           | 1995            | |                                                                                                  |
| FG  | Göttelborn II                                          | 49° 20′ 36″ N, 7° 2′ 19″ O  | Göttelborn                   | 1940                  | 415       | 23,62 m                  | 5,1 m               | 6000 mm           |                 | hohe architektonische Bedeutung des Ensembles                                                                                        |                                                                                                  |
| FG  | Wilhelm I                                              | 49° 20′ 19″ N, 7° 10′ 9″ O  | König                        | 1940                  | 290       | 24 m                     | 6,5 m / 7,2 m       | 6550 mm           | 1968            | Wahrzeichen der Stadt Neunkirchen |                                                                                                  |
| FT  | Reden III                                              |                             | Reden                        | 1942                  | 290       | 3,039 m                  | 5,2 m               | 1900 mm           | abgeb.          | |                                                                                                  |
| FG  | Jägersfreude III                                       | 49° 15′ 48″ N, 6° 59′ 57″ O | Jägersfreude                 | 1942                  | 265       | k. A.                    | 6,4 m               |                   | 1988/90         | Ensemble mit Jägersfreude IV |                                                                                                  |
| FG  | Viktoria II                                            | 49° 16′ 46″ N, 6° 52′ 59″ O | Viktoria                     | 1943                  | 255       | 35,7 m                   | 4,4 m               | 6000 mm           |                 | |                                                                                                  |
| FG  | Camphausen I                                           | 49° 18′ 0″ N, 7° 1′ 30″ O   | Camphausen                   | 1944                  |           | 30,14 m und 21,14 m      | 5 m                 |                   | 1992            | |                                                                                                  |
| FG  | Schacht Peter                                          |                             | Göttelborn                   | 1947/48               |           | 12,812                   | 5 m                 |                   | 1993            | |                                                                                                  |
| FG  | St. Charles                                            |                             | Warndt                       | 1949                  | 270       | 38,7 m                   | 6 m                 | 6000 mm           |                 | ehem. franz. Anlage auf deutschem Boden. Abgeteuft von Houillères du Bassin Lorraine (HBL). Pendant zur Schachtanlage Merlebach-Nord | Förderturm seit 1986 mit Betonunterbau                                                           |
|     | Merlebach-Nord                                         | 49° 10′ 0″ N, 6° 49′ 39″ O  | Großrosseln                  | 1949                  | 275       |                          |                     |                   |                 | einzige franz. Anlage auf deutschem Boden mit Bahnanschluss an das franz. Netz.                                                      | Teufe 1096 m                                                                                     |
| FG  | Reden V                                                | 49° 21′ 0″ N, 7° 6′ 47″ O   | Reden                        | 1949                  | 295       | 38,255 m                 | 6,4 m               | 6560 mm           |                 | |                                                                                                  |
| FG  | Erkershöhe I                                           |                             | Maybach                      | 1950                  | 325       | 12,59 m                  | 6,5 m               | 6000 mm           |                 | |                                                                                                  |
| FG  | Schacht Franziska II                                   |                             | Franziska                    | frühe 1950er          | 280       | 27,5 m und 19,5 m        | 6 m                 |                   | 1990            | Förderschacht franz. Bauart (Fa. Etabl. Delattre et Frouard Reunis, Paris)                                                           | Nebenschachtanlage von Camphausen                                                                |
| FG  | Jägersfreude IV                                        | 49° 15′ 48″ N, 6° 59′ 57″ O | Jägersfreude                 | 1950                  | 265       | 33,64 m                  | 6 m                 |                   | 1990            | Ensemble mit Jägersfreude IV |                                                                                                  |
| FG  | Richardschacht II                                      |                             | Luisenthal                   | 1952                  |           | 26,45 m                  | 6,7 m               | 6500 mm           |                 | |                                                                                                  |
| FT  | Schacht St. Barbara                                    |                             | Bexbach                      | 1952                  |           | 57,66 m                  | 7 m                 |                   | 1994            | | Hammerkopf-Förderturm                                                                            |
| FG  | Itzenplitz II                                          |                             | Itzenplitz                   | 1957                  |           | 18,5 m                   | 6,5 m               | 6000 mm           |                 | |                                                                                                  |
| FG  | Schacht Anna IV                                        |                             | Wiebelskirchen               | 1957                  |           | 24,16 m                  | 5,5 m               |                   | 1994            | Ensemble mit Anna II |                                                                                                  |
| FG  | Netzbachschacht                                        |                             | Fischbach                    | 1958                  |           | 21,935 m                 | 6,8 m               | 2000 mm           | abgeb.          | | Teufgerüst; Konstruktion Stahlfachwerk aus Mannesmann-Rohrprofilen                               |
| FT  | Warndt                                                 | 49° 10′ 49″ N, 6° 48′ 42″ O | Warndt                       | 1960                  |           | 69,7 m                   | 7,5 m               | 5000 mm           |                 | Einzige unveränderte Anlage in Deutschland mit hohem städtebaulichem Wert                                                            | Hauptwetterschacht (HWS) der Grube Maybach (1930) und HWS d. Gr. Reden                           |
|     | Erkershöhe II                                          | 49° 20′ 10″ N, 7° 4′ 53″ O  | Maybach                      | 1872                  | 325       |                          |                     |                   | 1964            | | 827 m Teufe                                                                                      |
|     | Erkershöhe I                                           | 49° 20′ 10″ N, 7° 4′ 53″ O  | Maybach                      | 1874                  | 325       |                          |                     |                   |                 | | 827 m Teufe                                                                                      |
|     | Erkershöhe III                                         | 49° 20′ 27″ N, 7° 5′ 2″ O   | Maybach                      | 1879                  | 325       |                          |                     |                   | 1960            | | reiner Wetterschacht ohne Förderung                                                              |
|     | Erkershöhe VI (Kallenbergschacht)                      | 49° 20′ 29″ N, 7° 5′ 41″ O  | Maybach                      | 1885                  | 325       |                          |                     |                   | 1960            | | reiner Wetterschacht ohne Förderung                                                              |
| FG  | Camphausen II                                          |                             | Camphausen                   | 1962                  |           | 42,97 m                  | 28,19 m und 37,19 m | 2×5000 mm         |                 | | Zweiseilförderung, die im saarl. Bergbau einzigartig ist                                         |
| FG  | Richardschacht I                                       | 49° 15′ 0″ N, 6° 54′ 16″ O  | Luisenthal                   | 1962                  | 250       | 30,5 m                   | 5 m                 | 6500 mm           |                 | hoher Dokumentationswert als Typ „Eisenbahnschachtanlage“                                                                            | in der Völkerbundzeit Davy-Schacht I genannt                                                     |
| FG  | Elm                                                    |                             | Schwalbach                   | 1963                  |           | 32,25 m und 25,25 m      | 4,5 m               | 2×4000 mm         |                 | | baugleich mit Dilsburg                                                                           |
| FG  | Dilsburg                                               | 49° 19′ 44″ N, 6° 56′ 24″ O | Dilsburg                     | 1977                  | 275       | 32,78 m und 25,78 m      | 6 m                 | 2×4080 mm         |                 | wichtige Landmarke im ansonsten ländlich geprägten Köllertal; baugleich mit Elm                                                      |                                                                                                  |
| FG  | Nebenschachtanlage Lauterbach                          | 49° 10′ 35″ N, 6° 47′ 15″ O | Warndt                       | 1979                  |           | 17,3 m                   | 7 m                 | 2000 mm           | abgeb.          | Derivat eines Doppelstrebengerüsts                                                                                                   | im Saarbergbau einzigartig, aber nicht unter Denkmalschutz                                       |
| FT  | Lummerschied                                           | 49° 21′ 26″ N, 7° 0′ 22″ O  | Göttelborn                   | 1982/86               | 325       | 51,5 m                   | 7,5 m               | 4000 mm           | 2000            | | Teufe 770 m; steht nicht unter Denkmalschutz                                                     |
| FG  | Nordschacht                                            |                             | Bergwerk Saar                | 1986                  |           | 48 m                     | 7,5 m               | 2×5500 mm         |                 | | zur Zeit der Errichtung schwerstes Fördergerüst in Deutschland                                   |
| FG  | Südschacht                                             |                             | Ensdorf                      | 1986                  |           | 17,18 m                  | 7,5 m               | 2500 mm           |                 | |                                                                                                  |
| FG  | Göttelborn                                             | 49° 20′ 36″ N, 7° 2′ 19″ O  | Göttelborn                   | 1994                  | 350       | 87 m                     | 8,3 m               | 7500 mm           | 2000            | |                                                                                                  |

## Abkürzungen
- AD Außerdienststellung
- FG Fördergerüst
- FT Förderturm
- NL Niederlegung
- P NN Planum über Normalnull